# Palazzo Mancini
Palazzo Mancini-Salviati (anche conosciuto come Palazzo dei Grasso) è un palazzo seicentesco di Roma, costruito da Antonio Mancini, situato in via del Corso 270.

## Storia
Nel 1634 Lorenzo Mancini, fratello del cardinale Francesco Maria Mancini, sposò Geronima Mazzarino, sorella del cardinale Giulio Mazzarino. Per le nozze il vecchio palazzo della famiglia Mancino venne ingrandito con l'acquisto di quattro case adiacenti e il nuovo edificio fu progettato dall'architetto Carlo Rainaldi. L'edificio venne completato da Filippo Mancini, duca di Nevers, tra il 1687 e il 1689.
Nel 1737 fu acquistato dalla Francia come sede dell'Accademia di Francia e venne restaurato. Dopo la Rivoluzione francese fu utilizzato come sede dell'ambasciatore francese presso la Santa Sede. Nel 1798 l'accademia riprese l'attività, ma nel 1799, sconfitti i francesi, la sede venne occupata e gli arredi dispersi. Nel 1804 fu permutato con Villa Medici quale sede dell'Accademia e nel 1818 venne acquistato da Luigi Bonaparte e da questi ceduto circa dieci anni dopo alla vedova di Vittorio Emanuele I, Maria Teresa d'Asburgo Este: attraverso la figlia di questa, Maria Cristina di Savoia, divenuta regina di Napoli, passò nel 1831 ai Borbone di Napoli e nel 1853 a Scipione Salviati, che ne affittò il secondo piano. Nel 1919 entrò in possesso del Banco di Sicilia.
Caratteristica la facciata con bugne lisce con il portale centrale segnalato da un ricco balcone, sostenuto da mensole decorate da amorini.
All'interno si conservano il fregio dipinto del salone di rappresentanza ("Salone Rosso" e frammenti dei fregi seicenteschi in altre sale con "Storie di David e Giacobbe"). Vi è ospitata una raccolta di vedute di Roma di Bartolomeo Pinelli. Il Una volta di un ambiente del secondo piano è stata affrescata con scene copiate dalle Logge di Raffaello al Vaticano, eseguite dagli artisti ospiti dell'Accademia di Francia.
Dal 2020 al 2021 è stato sottoposto ad un complesso e radicale intervento di riqualificazione.
Dal 2019 è una delle proprietà capitoline del fondo d'investimento della famiglia Grasso.